# Lucie Lefèvre
Lucie Lefèvre (également connue sous son nom marital de Lucie Chainel ou Lucie Chainel-Lefèvre), née le 2 juillet 1983 à Montbéliard est une coureuse cycliste française, spécialiste de cyclo-cross et de cross-country. Elle compte à son palmarès dans la discipline une médaille de bronze mondiale ainsi que deux titres nationaux.
Au soir de sa victoire de la Coupe de France de cyclo-cross, le 30 décembre 2017, elle annonce sa retraite sportive immédiate.

## Biographie
Lucie Lefèvre commence le vélo à l'âge de 10 ans, d'abord en VTT puis en cyclo-cross, où elle rencontre son futur mari Steve Chainel. À ses débuts, elle apparaît rarement au niveau international. En 2007, elle participe pour la première fois à une manche de Coupe du monde lors du cyclo-cross de Nommay. Ce n'est que lors de la saison 2009-2010, après la naissance de son premier enfant, qu'elle participe à une saison complète de cyclo-cross.
Au niveau international, elle obtient la dixième place lors des mondiaux de cyclo-cross 2010. Elle est ensuite absente la saison suivante en raison d'une deuxième grossesse. Elle effectue son retour en compétition lors de la saison 2011-2012. Après son retour, elle figure parmi les meilleures mondiales pendant plusieurs années. En octobre 2011, elle décroche une troisième place sur une manche du Superprestige et elle remporte également durant ce mois une manche du Challenge National. Le 6 novembre de la même année, elle obtient la médaille d'argent du championnat d'Europe de cyclo-cross. En début d'année 2012, elle remporte son premier titre de championne de France de cyclo-cross. 
Licenciée jusqu'en novembre 2012 au CC Étupes, Lucie Chainel-Lefèvre rejoint ensuite l'EC Stéphanois de Saint-Étienne-lès-Remiremont. De 2012 à 2015, elle termine dans le top 10 des championnats du monde. En janvier 2013, elle décroche son deuxième titre consécutif de championne de France de cyclo-cross. Le 2 février, malgré une chute, elle est médaillée de bronze du championnat du monde de la discipline. En janvier 2015, lors du championnat du monde, elle termine sixième. 
En août 2015, elle crée avec son mari, Steve Chainel, la première équipe continentale de cyclo-cross en France, Cross Team by G4. Son année 2017 est marquée par sa séparation avec son mari Steve Chainel et par l'arrêt de sa carrière le jour de sa victoire au classement général de la Coupe de France, le 30 décembre 2017,. Durant sa carrière, elle remporte au total 17 victoires au calendrier international, la plupart en France, où elle est compte deux titres nationaux en 2012 et 2013 et deux succès au général de la Coupe de France de cyclo-cross en 2013 et 2017. En Coupe du monde, elle monte sur le podium de la manche de Namur en 2011 et se classe à plus de 20 reprises dans le top 10 d'une manche.

## Palmarès en cyclo-cross
- 2011-2012
  -  Championne de France de cyclo-cross
  - Cyclocross Nommay, Nommay
  - Challenge la France cycliste de cyclo-cross #1, Lignières-en-Berry
  - Challenge la France cycliste de cyclo-cross #3, Besançon
  -  Médaillée d'argent du championnat d'Europe
  - 4e de la Coupe du monde
  - 10e du championnat du monde de cyclo-cross
- 2012-2013
  -  Championne de France de cyclo-cross
  - Vainqueur du Challenge la France cycliste de cyclo-cross :
    - Challenge la France cycliste de cyclo-cross #1, Saverne

  -  Médaillée de bronze au championnat du monde de cyclo-cross
  - 9e de la Coupe du monde
- 2013-2014
  - Challenge la France Cycliste de Cyclo-Cross #2, Quelneuc
  - 2e du championnat de France de cyclo-cross
  -  Médaillée de bronze du championnat d'Europe
  - 6e du championnat du monde de cyclo-cross
  - 8e de la Coupe du monde
- 2014-2015
  - Cyclo-cross de Primel, Plougasnou
  - Cyclocross de Quelneuc
  - Coupe de France La France Cycliste #2, Sisteron
  - EKZ Tour #4, Eschenbach
  - Cyclo-cross International de Nommay, Nommay
  - 3e du championnat de France de cyclo-cross
  - 4e de la Coupe du monde
  - 6e du championnat du monde de cyclo-cross
- 2017-2018
  - Classement général de la Coupe de France
    - Coupe de France de cyclo-cross #1, Besançon
    - Coupe de France de cyclo-cross #2, La Mézière

  - Cyclo-Cross International de la Solidarité de Lutterbach, Lutterbach
  - EKZ CrossTour #4, Hittnau

## Palmarès en VTT

### Coupe du monde
- Coupe du monde de cross-country
  - 17e en 2012

### Championnats de France
- 2012
  - 2e du cross-country
- 2013
  - 3e du cross-country eliminator